# Valerianella platycarpa
Valerianella platycarpa är en kaprifolväxtart som beskrevs av Ernst Rudolf von Trautvetter. Valerianella platycarpa ingår i släktet klynnen, och familjen kaprifolväxter. Inga underarter finns listade i Catalogue of Life.